# Валбона (Ређо Емилија)
Валбона (итал. Valbona) је насеље у Италији у округу Ређо Емилија, региону Емилија-Ромања.
Према процени из 2011. у насељу је живело 53 становника. Насеље се налази на надморској висини од 1115 м.